# 死侍：SAMURAI
《死侍：SAMURAI》是由日本漫畫家笠間三四郎改編自美國漫威漫畫旗下的反英雄角色死侍的超級英雄題材短篇漫畫。最初作為《漫威×少年Jump+超級合作企劃》於2019年10月16日在集英社旗下的網上漫畫平台少年Jump+連載。
2020年12月5日，宣佈《死侍：SAMURAI》將作為獨立漫畫於2020年12月10日起在少年Jump+連載，逢星期四更新。單行本第1卷於2021年3月4日發售。

## 登場角色

### 武侍小隊
韋德·威爾森／死侍（Wade Wilson / Deadpool）
一名特種部隊的僱傭兵，原希望靠修復因子治癒他的癌症，雖然成功獲得不死和再生的能力，但卻因實驗的不穩定而毀容。
飛驒遙／櫻花蜘蛛（Hida Haruka / Sakura Spider）
復仇者聯盟在日本建立的下屬組織「武侍小隊」的成員。在兩年前被受過放射性感染的蜘蛛咬傷後，便獲得了蜘蛛般的能力。
本作原創角色，設定改編自蜘蛛人。
新日音色／共生體（Shinnichi Neiro / Symbiote）
一名16歲的日本頂級偶像，非常重視自己的粉絲。某天在森林中撿到失去記憶的共生體，並稱呼它為「小黑」。
本作原創角色，設定改編自猛毒。

### 復仇者聯盟
東尼·史塔克／鋼鐵人（Tony Stark / Iron Man）
復仇者聯盟的成員，受美國隊長所託招募死侍成為武侍小隊的成員。
史蒂芬·羅傑斯／美國隊長（Steven Rogers / Captain America）
復仇者聯盟的成員。
布魯斯·班納／浩克（Bruce Banner / Hulk）
復仇者聯盟的成員。
娜塔莎·羅曼諾夫／黑寡婦（Natasha Romanoff / Black Widow）
復仇者聯盟的成員。
克林特·巴頓／鷹眼（Clint Barton / Hawkeye）
復仇者聯盟的成員。
索爾（Thor）
復仇者聯盟的成員。最近開始迷上日本動漫而開始懶散，引起軒然大波的元凶。

### 反派
洛基（Loki）
本作的主要反派。索爾的弟弟，企圖利用門關控制器召喚來自各個平行宇宙的反派並毀滅日本。起因詳見索爾。
薩諾斯（Thanos）
復仇者聯盟的最大死敵，但本作中的薩諾斯是犯罪組織九頭蛇結合自家科技的精華製作出來的複製品。
同時他知道戴比路克星的存在並且已經將其毀滅了。
欰魔-葛拉斯（Shuma-Gorath）
洛基召喚的眾多反派之一，被死侍一秒擊殺。
重力子（Graviton）
洛基召喚的眾多反派之一，擁有重力操控的能力。
死侍（2P）
來自617號宇宙的死侍，擁有《週刊少年Sunday》角色的招式，被洛基收買與死侍戰鬥。得知東尼給的錢更多後轉而與死侍合作對付洛基。

### 其他角色
羅根／金鋼狼（Logan / Wolverine）
X戰警的成員，只在前導短篇登場。
彼得·帕克／蜘蛛人（Peter Parker / Spider-Man）
復仇者聯盟的成員，因戲份被櫻花蜘蛛取代，因此只在第7話和附錄中客串。

### 客串角色
歐爾麥特
《週刊少年Jump》刊載的漫畫《我的英雄學院》的角色，第9話被死侍召喚過來對付薩諾斯。
此角色由其作者堀越耕平親自繪製。

## 出版書籍
| 卷數 | 集英社       | 集英社                 |
| 卷數 | 發售日期     | ISBN                   |
| ---- | ------------ | ---------------------- |
| 1    | 2021年3月4日 | ISBN 978-4-08-882656-1 |
| 2    | 2021年7月2日 | ISBN 978-4-08-882717-9 |

## 外部連結
- 漫畫連載網站 （页面存档备份，存于） - 少年Jump+ （日語）